# Françoise-Athénaïs, markiza od Montespana
Françoise Athénaïs de Rochechouart de Mortemart, markiza od Montespana (Lussac-les-Châteaux, 5. listopada 1640. – Bourbon-l'Archambault, 27. svibnja 1707.), poznatija kao Madame de Montespan, francuska plemkinja, dvorska dama. Isprva je bila u kraljičinoj službi, da bi 1668. godine postala milosnica kralja Luja XIV. istisnuvši svoju prethodnicu Louise de La Vallière. Više od jednog desetljeća bila je jedna od najutjecajnijih osoba na kraljevskom dvoru. Godine 1671. potisnula je nova kraljeva priležnica Françoise d'Aubigné de Maintenon. Godine 1691. stupila je u samostan.